# František Ladislav Rieger
František Ladislav svobodný pán (von) Rieger (též německy Franz Ladislaus Freiherr von Rieger; 10. prosince 1818 Semily – 3. března 1903 Praha-Nové Město) byl český politik a spoluzakladatel Národní (staročeské) strany. Během revolučního roku 1848 jako jeden z českých předáků a aktivní poslanec Říšského sněmu ve Vídni a Kroměříži neúspěšně prosazoval liberální principy plánované rakouské ústavy a federalizaci monarchie. Do politiky se vrátil po obnově ústavnosti v roce 1860 jako hlavní spolupracovník Františka Palackého, kterého později vystřídal na pozici předsedy staročeské strany. V 60. a 70. letech 19. století zastánce politiky pasivní rezistence českých politiků ve snaze docílit státoprávních ústupků od vídeňské vlády. Od roku 1879 po obratu v české politice směrem k aktivní provládní politice poslanec vídeňské Říšské rady a předseda parlamentního Českého klubu, později člen Panské sněmovny. Od konce 80. let 19. století jeho vliv slábl společně s oslabením pozic staročeské strany v důsledku takzvaných punktací.

## Biografie

### Mládí a studium

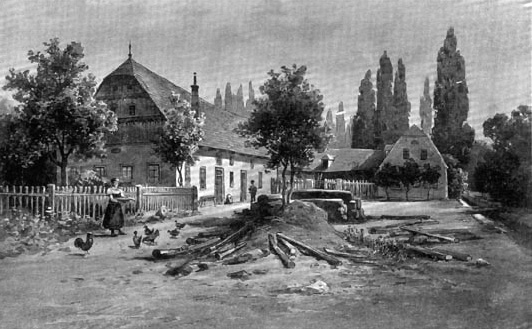
Rodný dům F. L. Riegra v Semilech na obrazu Karla Liebschera

Pocházel z rodiny mlynáře Václava Rigra. Při křtu dostal jméno František Josef Jan. Kmotrem mu byl Josef Michal Kramář, vikář a děkan z Vysokého nad Jizerou. Vyrůstal na rodinné usedlosti s mlýnem a pilou, která patřila jeho otci. Tam si také poranil ruku, což ho poznamenalo na celý život. Jeho prvním učitelem byl semilský kaplan Karel Hušek, který jej začal učit čtení, psaní a počtům. Mladý Rieger byl velmi inteligentní a bystrý.
Roku 1824 byl zapsán na školu do Vysokého nad Jizerou. Díky znalostem ho v osmi letech učitel doporučil na školu do města. Byl tedy zapsán do Šumburku, kde ho vyučoval Jan Karásek, u kterého se naučil hrát na klavír, housle a kytaru. Na konci roku složil zkoušku, která jej opravňovala ke vstupu na gymnázium. Roku 1829 nastoupil na gymnázium v Jičíně. Po druhém ročníku se měl podle přání otce vrátit domů a učit se mlynářem, ale pro chlapcovo nadání byl otec přemluven, aby ponechal syna na studiích. Ve třetím ročníku bydlel u prefekta Kudrny, který mu přidělil byt přímo v ústavní knihovně, což ho kladně poznamenalo. V tomto ročníku už taky Rieger vyučoval svou třídu latinu, a to nejen podáváním výkladu, nýbrž své spolužáky také zkoušel. Při setkání s českou knihou se v něm probudil vlastenecký cit, který jej táhl k Praze.
V roce 1833 ho matka dovedla k Josefu Jungmannovi, který jej zapsal na studia do Klementina. František se zapsal do humanitního oddělení staroměstského akademického gymnázia. To bylo jedním z nejprestižnějších akademických gymnázii v zemi. Vyučovacím jazykem byla jako všude němčina, byli zde jen dva čeští kantoři, a to František Jan Svoboda a Josef Jungmann v humanistických třídách. Jungmann byl Riegrovým třídním profesorem a Rieger mu pomáhal s vytvářením slovníku českého jazyka. Za pomoci Pavla Josefa Šafaříka začal dopisovat do týdeníku Světozor. Jeho prvním dílem byl překlad dvou článků a ve stejném čase mu Květy uveřejnily pár lyrických básní. S úspěchem (až na matematiku) dokončil pátou třídu, poezii. V roce 1834 složil zkoušku z češtiny na výbornou. Na výročním vysvědčení z rétoriky, poslední třídy gymnázia měl už místo čtyř jedniček pouze dvě, a to z náboženství a řečtiny. Po dokončení školy se zapsal na další dva roky filozofie, která se skládala ze dvou ročníků fyziky a logiky (příprava na vysokou školu). Studoval úspěšně většinou s vyznamenáním, nejlépe ovládal náboženství, filozofii a světové dějiny. Ještě před studii si se starším přítelem Josefem Pichlem (ten zahajoval studia lékařství) pronajal byt v domě, kterému se říkalo „U Medvídků“.
Roku 1835 ho přítel Václav Štulc zavedl do kroužku mladých vlastenců okolo Josefa Kajetána Tyla a Karla Hynka Máchy v Komárkově kavárně v Týnském dvoře na Starém městě. Od matky byl vybaven penězi a mohl si dovolit kupovat knihy a navštěvovat divadelní představení. 21. prosince 1834 navštívil s kolegou Karlem Tomíčkem Tylovu Fidlovačku, v níž ho zaujaly dvě písně, a to Kde domov můj a Za dnů radosti, jinak ale ve svých pamětech uvedl, že se mu představení moc nelíbilo. Roku 1836 se setkal s Tylem osobně, a to v nové kavárně, kam jej zavedli přátele Štulc a Pichl. Pravidelnými hosty zde byl například Tyl, Mácha, Karel Sabina, Jan Slavomír Tomíček, Karel Tupý (Boleslav Jablonský), Karel Jaromír Erben, Václav Svatopluk Štulc, Josef Bojislav Pichl, Karel Vladislav Zap, Karel Boleslav Štorch a mnoho dalších, kteří ovlivnili Riegra ve vlasteneckém duchu. Snad právě i tady se seznámil s Čelakovským, Františkem Dittrichem (budoucím pražským purkmistrem), Amerlingem a (což bylo pro jeho budoucnost důležitější) s Františkem Palackým.
Po dokončení střední školy po dva roky pracoval v rodinném mlýně a mezitím tajně studoval od roku 1837 na Karlo-Ferdinandově univerzitě v Praze práva. Otce pak překvapil vynikajícím vysvědčením z prvního ročníku a získal svolení k dokončení studií. Rok studoval ve Vídni, ale pak se vrátil na pražskou univerzitu, kterou dokončil roku 1841 (ale až roku 1847 získal titul doktora práv).

### Veřejné působení před rokem 1848
Po dokončení vysoké školy působil jako úředník u trestního soudu, brzy se ale stal publicistou. Roku 1842 byl zatčen pro podezření z pomoci polským emigrantům, což zmařilo jeho kariéru ve státních službách. Hmotným nedostatkem ale netrpěl, žil z výnosu semilského mlýna a dalších statků.
V roce 1840 pomáhal organizovat první český ples. Mezi české vlastence se zařadil záhy díky svým básním. Pracoval v Jednotě pro povzbuzení průmyslu v Čechách, kde spolu s ním působil například Jan Perner a kde spolu s Antonínem Strobachem a Aloisem Pravoslavem Trojanem reprezentovali etnickou českou menšinu. Roku 1844 spoluzakládal český společenský klub Měšťanská beseda. Byl aktivní v snahách o založení českého divadla. Historik Otto Urban tyto aktivity hodnotí jako praktické kroky, které v předrevolučním Rakousku měly svůj politický a národnostní význam.

### Revoluce 1848 a nástup do politiky

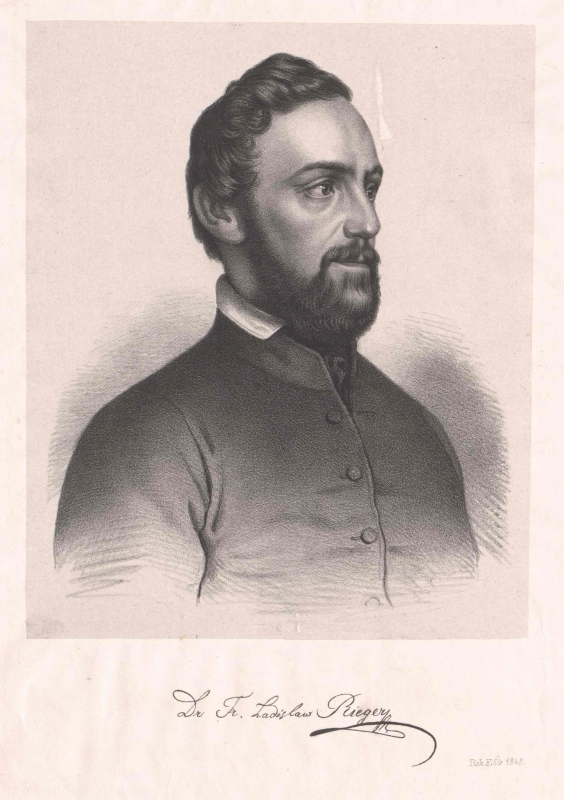
Josef Mánes- František Šír: F. L. Rieger na Kroměřížském sněmu r.1848

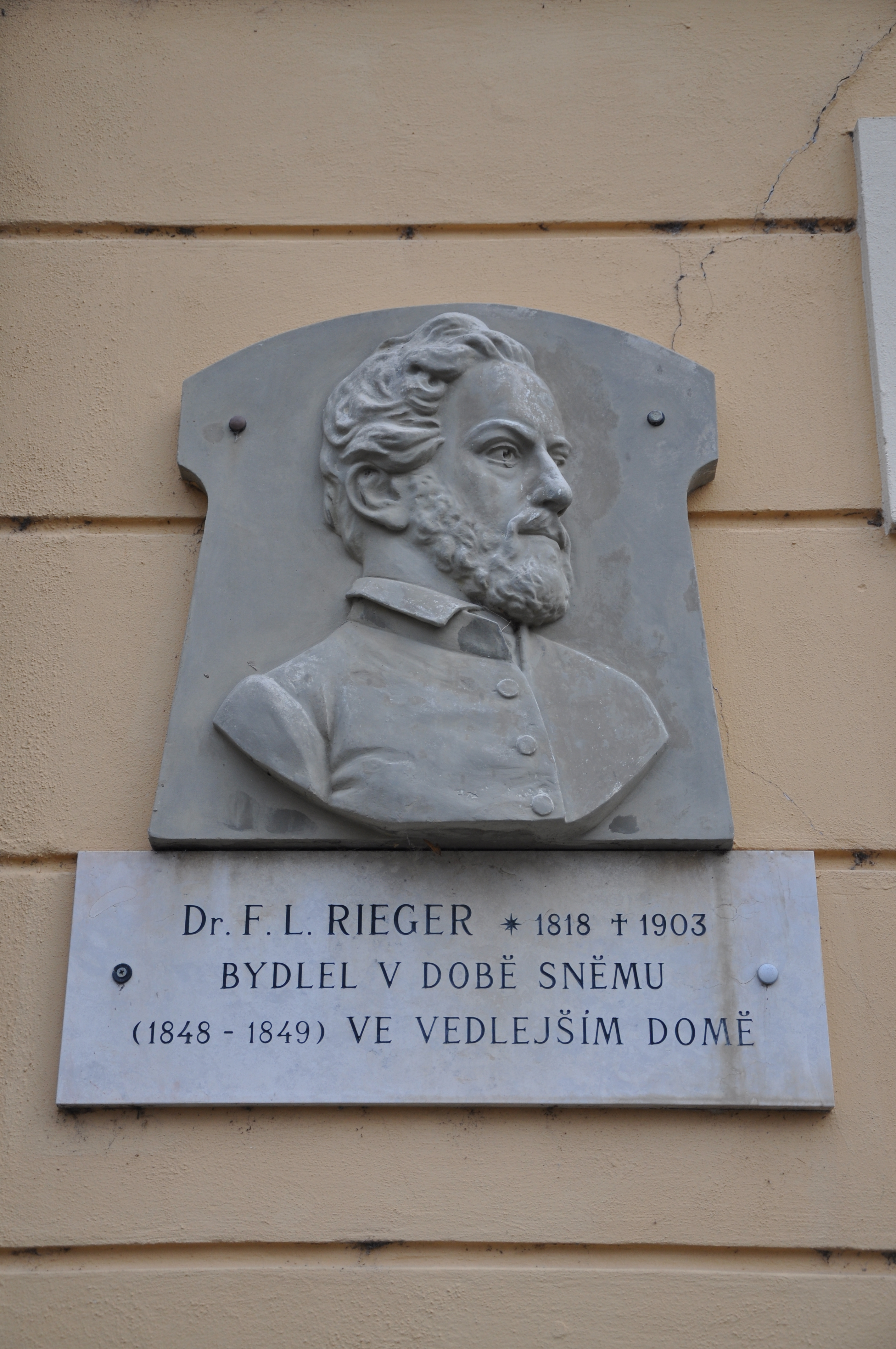
Pamětní deska na Riegrově náměstí připomínající jeho ubytování v době konání Kroměřížského sněmu

Během revolučního roku 1848 se zapojil do politického života a stál v čele českých liberálů. Jeho prvním faktickým zapojením do politiky byla účast na jednání českých emisarů ve Vídni, kam dovezli návrh českých státoprávních a ústavních požadavků. Na jednání dorazil nikoliv z Prahy, ale z Itálie, kde byl předtím na cestách. Výsledkem jednání byl takzvaný Druhý kabinetní list (nazývaný též Česká charta), kterým panovník vycházel částečně vstříc právům zemí koruny české. 28. května 1848 jmenoval v Čechách místodržící Thun vládní radu, v níž usedli mimo jiné Palacký, Rieger, zástupci šlechty i českoněmecký továrník Karl Herzig. Šlo o reakci na eskalaci revolučního hnutí ve Vídni a pokus o vytvoření prozatímního exekutivního orgánu v Čechách.
Podílel se na přípravě slovanského sjezdu v Praze ve dnech 2. až 12. června 1848 a vtiskl mu austroslavistickou orientaci. Stal se členem Národního výboru. Ve volbách roku 1848 byl zvolen i na rakouský ústavodárný Říšský sněm. Zastupoval volební obvod Železný Brod v Čechách. Uvádí se jako doktor práv, spisovatel. Patřil ke sněmovní pravici. Brzy po zahájení zasedání Říšského sněmu prosadil prostřednictvím interpelace, aby byl z vazby propuštěn další významný český politik František August Brauner. Ve sněmovně tehdy čeští poslanci zaujali vůči vládě vcelku vstřícný postoj a vláda jej opětovala. V září 1848 čeští poslanci včetně Riegra odmítli návrh na vyslovení nedůvěry vládě podaný českoněmeckým liberálem Ludwigem von Löhnerem a celkově se v politickém spektru rakouského parlamentu přesouvali na pravici. V říjnu 1848 Rieger na sněmu podpořil vojenskou intervenci proti revolučním Uhrám.
Rieger a František Palacký se tehdy podíleli na zásadním rozhodnutí české politiky nezúčastnit se voleb do frankfurtského sněmu (takzvaný dopis do Frankfurtu), v němž pod vlivem velkoněmeckých tendencí čeští národně-liberální politici podpořili zachování Rakouska jako nezávislého státu, utvářeného na federativním principu. Když později Říšský sněm přesídlil z Vídně do Kroměříže (odtud označení kroměřížský sněm) patřil Rieger i zde mezi jeho velmi aktivní poslance. Zasedal v třicetičlenném ústavním výboru sněmu, později i v tříčlenném podvýboru pro vypracování návrhu všeobecných lidských práv, za nějž 18. srpna 1848 předložil návrh ústavních svobod budoucího Rakouska. Historik Otto Urban si přitom všímá jistého rozporu mezi veřejnou českou politikou, která byla umírněná, centristická, a mezi vystupováním Riegra na uzavřených parlamentních jednáních o ústavě, kde argumentoval podobně jako liberální levice. Jednání o ústavě pak za Riegrovy účasti pokračovala na podzim již na zasedání sněmu v Kroměříži. Když Rieger jako zpravodaj ústavního výboru přečetl (v lednu 1849) na sněmu návrh ústavy, přihlásil se o slovo coby zástupce vlády hrabě Franz Seraph von Stadion a odmítl navrhovanou preambuli, v níž se za zdroj moci ve státě považoval lid. Tento zásah do práv zákonodárců ale následně odmítla velká většina poslanců německé levice i českých centristů. Národnostní a státoprávní otázky v navrhované ústavě mezitím paralelně řešil František Palacký – tehdy faktický vůdce české politiky. Rieger jeho návrhy na federalizaci Rakouska na sněmu obhajoval, přičemž počátkem roku 1849 Palacký své návrhy modifikoval a prosazoval federalizaci podle etnických, nikoliv historických hranic, včetně rozdělení Uherska (sloučení etnicky českých oblastí Čech a Moravy a slovenských teritorií v severních Uhrách). Když toto sněmovní výbor odmítl, Palacký z něj rezignoval a pozici hlavního mluvčího Čechů i v této tematice přejal právě Rieger.
V březnu 1849 byl kroměřížský sněm vojensky obsazen a konzervativní síly začaly s demontáží rakouského experimentu s parlamentarismem. Rieger se v této fázi dále posunul na levici a jeho postoje byly prakticky identické s německorakouskými liberály. Dokonce částečně revidoval své postoje z roku 1848 ohledně frankfurtského parlamentu, když prohlásil: „Teď máme jedinou naději – Frankfurt! Do osmi dnů se nechám zvolit do německého národního shromáždění.“ Mezitím ale konzervativní síly v Rakousku i Prusku frankfurtský parlament rovněž paralyzovaly a v Rakousku byla vyhlášena oktrojovaná (nařízená) Březnová ústava. V Praze se konaly tiché demonstrace a Rieger se na balkoně svého bytu symbolicky objal s českoněmeckým předákem Aloisem Borroschem na ukázku obnovené aliance liberálních sil, bez ohledu na etnicitu. Rieger ale čelil i kritice od českých radikálních demokratů. Emanuel Arnold mu vyčítal, že své liberální postoje prezentuje až nyní, zatímco ještě během zasedání sněmu ve Vídni podporoval konzervativní síly.

### Porážka revoluce a období neoabsolutismu
Kroměřížský sněm byl císařským manifestem ze dne 4. března 1849 rozpuštěn s odůvodněním, že je nezpůsobilý k řešení ústavní otázky. Císař František Josef I. sám následně vyhlásil výše uvedenou oktrojovanou březnovou ústavu a později i silvestrovské patenty roku 1851, které dovršily ústup od ústavní formy vlády.
Rieger se v této době stáhl z aktivního politického života. Po rozpuštění sněmu odcestoval do Paříže, kde studoval národohospodářství a pak v roce 1850 pobýval v Londýně. Do Prahy se vrátil v tichosti v lednu 1851. Jeho habilitace na pražské univerzitě ale byla zmařena vlivem úřadů. Čelil vyšetřování pro svou účast na schůzce demokratické polské a maďarské emigrace v Paříži konané v květnu 1849. Návrat do Čech musel Rieger dojednávat přímo se špičkami rakouské vládní moci včetně Alexandera Bacha.
Jistou míru veřejné angažovanosti si udržel v Jednotě pro povzbuzení průmyslu v Čechách, do jejíhož výboru byl opět zvolen na přelomu let 1852 a 1853, poté, co se tato národohospodářská organizace zbavila podezření z protistátních revolučních aktivit. Díky návratu Riegra se pak činnost jednoty poněkud aktivizovala.
Od roku 1858 začal redigovat Slovník naučný, coby první českou encyklopedii, jejíž první svazek vyšel roku 1860 a jedenáctý (poslední) roku 1874. Pak následovaly ještě tři svazky doplňků. Na slovníku se podílel i Karel Jaromír Erben. Už v 50. letech 19. století se o vydávání české encyklopedie uvažovalo v Matici české. Brzy se k Riegrovi přidali Jakub Malý, Jan Gebauer a další.
Ještě v roce 1859, po otřesu vládního režimu kvůli prohrané druhé italské válce za nezávislost, byli Rieger a mnozí další čeští liberálové z let 1848–1849 spíše opatrní. Rieger reagoval doporučením „na žádný způsob se nyní nekompromitovat, abychom mohli působit v příhodné době.“ Podobně uvažoval i František Palacký. Rieger byl v těchto posledních měsících neoabsolutistického režimu sledován vládními úřady. Tehdy opakovaně zamítnuté žádosti o povolení k vydávání českého politického deníku podávané různými osobnostmi byly v policejních zprávách zdůvodňovány tím, že ve skutečnosti jde o akci radikální české strany, jejímž mluvčím je tlumočník Palackého názorů F. L. Rieger. Během roku 1860 ale do veřejného života vstoupil přímo.

### Návrat do politiky v roce 1860
Ihned po pádu Bachova neoabsolutismu s obnovou ústavní vlády v monarchii se opětovně zapojil do politiky. 18. června 1860 se Rieger a jeho přítel továrník Josef Macháček dostavili na audienci k císaři, kterému předali obsáhlé memorandum s českými požadavky, které Rieger sepsal. Formálně šlo o žádost o povolení českého politického periodika, ale fakticky se jednalo o politickou deklaraci jménem sedmimilionového lidu československého v zemích koruny české a na Slovensku. Neměla zatím ústavní a státoprávní akcent, spíše argumentovala přirozeným, etnickým právem české populace. Vzhledem k dynamice oživování veřejného mínění nemohla vláda dlouhodobě požadavek na český deník ignorovat. 10. července 1860 dostal koncesi na jeho vydávání Alois Krása, který ho pak spustil po názvem Čas. Krása ovšem nebyl napojen na lidi okolo Palackého a Riegra a musel čelit kritice, že je agentem vídeňské vlády. Na vydávání listu se podíleli někteří čeští politici, kteří neuznávali Riegerovu autoritu, a to jak konzervativní liberálové tak radikální demokraté. Rieger proto pokračoval v snahách o povolení dalšího periodika. V dohodě s Riegrem proto 19. září 1860 o koncesi požádal i advokátní koncipient Julius Grégr. Žádost byla schválena, ale ještě předtím Rieger sám zažádal (nyní již jednodušší procedurou) o povolení k vydávání listu Národ. Žádost byla nicméně odmítnuta a Rieger se tedy opětovně spojil s Grégrem. 1. ledna 1861 pak vyšlo první číslo deníku Národní listy, který po následující půlstoletí byl hlavním tiskovým orgánem české politické reprezentace. Rieger sám napsal do prvního čísla tohoto deníku úvodník.
Císař František Josef I. vydal na podzim 1860 takzvaný Říjnový diplom ohledně budoucího ústavního uspořádání státu. Diplom měl částečně federalistické vyznění a silnou roli přikládal historickým zemím, jejich zemským sněmům a privilegiím. Rieger proto narychlo začal oživoval politické styky s českou šlechtou, do té doby spíše lhostejnou k etnickému českému hnutí. Pro šlechtu měla tato aliance příslib modernizace a rozšíření jejího vlivu, pro české liberály zase spolupráce s šlechtou znamenala možnost navazovat na historická práva českých zemí. 6. ledna 1861 jednal Rieger v bytě Václava Vladivoje Tomka s předákem české šlechty Jindřichem Jaroslavem Clam-Martinicem a formálně tak uzavřeli spojenectví, jež potom po delší dobu utvářelo podobu české politiky.
Únorová ústava v roce 1861 oficiálně zahájila éru parlamentarismu. V této době Rieger formuloval program vznikající Národní (staročeské) strany a připravoval ji na první volební klání. V roce 1861 nastoupil Rieger jako poslanec na Český zemský sněm, který ho následně zvolil poslancem Říšské rady (celostátní zákonodárný sbor, tehdy ještě nevolen přímo, ale tvořen delegáty jednotlivých zemských sněmů), kde reprezentoval kurii venkovských obcí, obvod Semily, Železný Brod. Zatímco František Palacký byl jmenován do horní komory (Panská sněmovna), Rieger vystupoval jako český předák ve sněmovně. Již od roku 1861 na zemském sněmu i na Říšské radě protestoval proti volebnímu systému. Neúspěšně žádal o odročení Říšské rady. Kvůli nesouhlasu s ústavním směřováním monarchie k centralismu a potlačování role historických zemí pak přestal na Říšské radě pracovat a zánik jeho mandátu pro absenci byl oznámen na schůzi 14. července 1863. Podobně rezignovala z Říšské rady většina českých poslanců, zůstalo jen několik politiků, převážně z Moravy, kde tamní staročeský lídr Alois Pražák razil samostatnou politiku.

### Pasivní rezistence
Po celý zbytek 60. let a větší část let 70. následně Rieger reprezentoval českou politiku snažící se o státoprávní reformu monarchie, posílení práv českých zemí i českého etnika. Byl iniciátorem politiky pasivní rezistence, kterou česká politika reagovala na centralistické snahy v Předlitavsku. V rámci české politické scény ale již v roce 1863 čelil prvnímu výraznějšímu rozkolu (kromě výše uvedeného samostatného postupu moravských Čechů odmítajících pasivní rezistenci), když radikálněji demokraticky naladění politici včetně bratrů Grégrových nebo Karla Sladkovského kritizovali Palackého a Riegrův chladný postoj k protiruskému polskému povstání. Historik Otto Urban to považuje za jednu z prvotních fází krystalizace specifické mladočeské liberálně-demokratické koncepce, zatímco Palackého a Riegrův koncept označuje za konzervativně-liberální, orientovaný na spolupráci se šlechtou, loajální k monarchii a proruský. Rieger na dočasný rozkol reagoval spuštěním listu Národ tak, aby se odlišil od spíše mladočesky orientovaných Národních listů.
Odmítal rakousko-uherské vyrovnání, tedy rakousko-maďarský dualismus a místo toho nadále prosazoval federalistické řešení státoprávních otázek monarchie. V roce 1865 se pokoušel na jednání s předsedou vlády Richardem Belcredim v tomto smyslu ovlivnit císaře a předal Belcredimu takzvaný Pamětní spis. V té době totiž císařský takzvaný Zářijový manifest pozastavil fungování Říšské rady a otevřel cestu k projednání rakousko-uherského poměru. Rieger v té době prezentoval na zemském sněmu české požadavky, obhajoval konzervativní pojetí budování státu, které by mělo respektovat historické entity a postavil to do protikladu k francouzské tradici převratů, nivelizace a centralismu. Tímto se podle historika Otty Urbana Rieger vědomě přiklonil ke konzervativnímu pojetí státu a po několik let tento koncept vtiskl i české politice vůči Vídni jako takové. Místo, aby argumentoval přirozeným právem několika milionů etnických Čechů na samosprávu, prosazoval po vzoru Uherska model odkazující na původní status zemí koruny české. Naděje Čechů na odklon od centralismu vzrostly v roce 1866 poté, co skončila prusko-rakouská válka, kterou byla habsburská monarchie vytlačena z procesu vzniku německého státu, když dominantní roli převzalo Prusko. Očekávalo se oslabení německého charakteru Rakouska a ústupky neněmeckým národům. Ve Vídni o tom jednal Rieger a Palacký s polskými a chorvatskými politiky. Schůzka s předsedou vlády Belcredim ale žádný jasný posun nepřinesla. V roce 1867 pak skutečně došlo k dualistickému řešení a vzniklo Rakousko-Uhersko, přičemž v jeho rakouské části (Předlitavsko) nebyly naplněny autonomistické a státoprávní aspirace neněmeckých národů a historických zemí.
Po rakousko-uherském vyrovnání se pasivní rezistence českých státoprávně orientovaných poslanců stupňovala a Rieger a česká reprezentace bojkotovala dlouhodobě Říšskou radu. Rieger na ni byl zvolen v roce 1867, ale pro nepřevzetí mandátu došlo k zániku mandátu zemského a tudíž i říšského poslance 26. září 1868. Totéž se opakovalo v roce 1870, kdy byl zvolen do Říšské rady opětovně, nedostavil se do sněmovny, proto jeho mandát byl 23. února 1872 prohlášen za zaniklý.
Došlo i k radikalizaci české společnosti. Rieger, Palacký a Brauner se ještě v roce 1867 demonstrativně zúčastnili národopisné výstavy v Moskvě (takzvaná pouť na Rus), předtím jednali ve Francii a snažili se vcelku bez úspěchu o zmezinárodnění české otázky. Zatímco vídeňskou Říšskou radu ovládala centralistická německorakouská většina a podobně byla orientována i předlitavská vláda Karla von Auersperga, v českých zemích se šířilo táborové hnutí, masové demonstrace, pouliční nepokoje. V roce 1868 Češi odešli i ze zemského sněmu, když zde předtím Rieger přednesl jejich jménem státoprávní deklaraci českých poslanců coby programový manifest české opozice. Neklid panoval i na Moravě, kde ale Alois Pražák odmítal přistoupit na zcela identickou politiku a soukromě kvitoval, že „opět zachránili alespoň na čas autonomii Moravy, jež byla ohrožena centralizačními choutkami Riegra.“ Obecně ale táborové hnutí a neklid konce 60. let 19. století podle Otty Urbana fakticky spojoval zájmy Čechů v Čechách a Moravě a dotvářel moderní koncepci sounáležitosti českých zemí.
Jisté české naděje vzbudila vláda Alfreda von Potockého, jejíž předseda měl coby polský šlechtic větší pochopení pro historickoprávní, federalistické tendence Čechů. Znovu ožila aliance českých liberálů a konzervativní šlechty, ale schůzka s Potockim nepřinesla změnu českého postoje vůči předlitavskému ústavnímu systému.

### Fundamentální články
V roce 1871 se Rieger podílel na dojednání projektu česko-rakouského vyrovnání, které mělo pod názvem fundamentální články naplnit část českých požadavků. Nová vláda Karla von Hohenwarta se snažila o seriózní rozhovory s českou opozicí. Od počátku roku 1871 Rieger a Clam-Martinic několikrát jednali ve Vídni, hlavním vládním vyjednavačem byl ministr Albert Schäffle. Během zbytku roku pak byly osnovy navrhované státoprávní reformy projednány zemským sněmem. Čechy by přijetím fundamentálních článků získaly autonomní statut, byť v menším rozsahu než Uhersko. Předpokládala se i reforma volebního systému do zemského sněmu, kde by se tak vytvořila trvalá většina konzervativní šlechty a českých liberálů. Na podzim začal o fundamentálních článcích jednat i panovník s vládou. Rychle se objevily námitky ze strany německorakouských centralistů ale i představitelů Uherska. Výsledný text tak neměl mít podobu císařského rozhodnutí, ale podléhal schválení Říšské rady (což při silových poměrech na ní panujících znamenalo jisté odmítnutí). 24. října Rieger a Clam-Martinic narychlo dorazili do Vídně a následujícího dne předložili vládě Pamětní spis, ve kterém shrnuli argumenty ve prospěch česko-rakouského vyrovnání a oznámili, že se došlo k porušení dohod a Češi tudíž obnovují svůj bojkot Říšské rady.
Česká politická scéna po fiasku fundamentálních článků propadla skepsi a depresi. Rieger se jako pozorovatel zúčastnil na podzim zakládajících schůzí nové Strany práva, kterou mezi německorakouskými konzervativci založil Karl Sigmund von Hohenwart a která se koncem dekády měla stát jednou z opor budoucí česko-německo-polské konzervativní koalice na Říšské radě. V této chvíli nicméně česká pasivní rezistence trvala. V prvních přímých volbách do Říšské rady roku 1873 Rieger získal mandát poslance za městskou kurii, obvod Praha-Nové Město. Z politických důvodů se zase nedostavil do sněmovny, čím byl jeho mandát i přes opakované zvolení v doplňovacích volbách prohlášen za zaniklý.
Pasivní rezistenci ale nadále odmítli moravští staročeši, které stále vedl Alois Pražák. On a několik jeho kolegů po volbách přijali mandáty na Říšské radě. Vstup Moravanů na Říšskou radu pod Pražákovým vedením byl ovšem staročechy i mladočechy v Čechách ostře kritizován. Národní listy mluvily o „citelné, ba osudové ráně.“ Ještě v roce 1876 F. L. Rieger znovu apeloval na Pražáka, aby moravští Češi z Říšské rady odešli. Pražák ale v soukromém dopise toto odmítl („Je nynější situace jak vnitřní, tak zevnější skutečně skoro zoufanlivá a bude ještě mnoho bojů a práce zapotřeby, abychom sobě vydobyli postavení slušné. Že na cestě, na které jste Vy již 15 let, nepřijdeme dále, je jasné.“) Tendence k opuštění pasivního přístupu k uplatňování politické moci ale sílily i v Čechách mezi mladočechy. Jasným zastáncem pasivní rezistence nicméně zůstával nejvýznamnější český politický představitel, František Palacký. V praktické politice ale jeho politiku a názory dlouhodobě prováděli František Ladislav Rieger a tehdy také ještě Jan Stanislav Skrejšovský. Když Palacký roku 1876 zemřel, utkali se Rieger a Skrejšovský o pozici ve vedení staročeské strany. Otevřeně konflikt vypukl počátkem roku 1878, oba ho vedli prostřednictvím svých periodik. Skrejšovský se nakonec zapletl do fyzické potyčky s předsedou tiskového družstva, kterého těžce zranil. Byl pak vyobcován z české společnosti. Rieger formálně potvrdil svou pozici předsedy staročeské strany.
V roce 1878 byl Rieger na pokraji rezignace. Politika pasivní rezistence nepřinášela politické zisky, Předlitavsko se stabilizovalo a ani politické napětí na Balkánu, které ukončil Berlínský kongres, neznamenalo pro ústavní systém dualistické monarchie žádný velký otřes. Historická šlechta ho sice nadále tlačila k zásadovému postoji ohledně státoprávních nároků koruny české, ale sílící část českých liberálních politiků už požadovala aktivní politiku.

### Český vstup do Říšské rady
V roce 1878 staročeši i mladočeši oznámili utvoření společného klubu s tím, že vstoupí na Český zemský sněm. Tam pak přednesl František August Brauner formální státoprávní ohrazení, že vstupem na sněm neuznávají ústavní parametry předlitavského vládního systému. Rieger se této schůze neúčastnil. Českým vstupem do aktivní politiky se proměnily i politické aliance. Oslabilo spojenectví s historickou českou šlechtou, která nadále trvala na historických právech koruny české. Zároveň se otevřela možnost zapojení českých liberálů do celostátních politických koalic. Rieger, jehož nacionalismus podle historika Otty Urbana nikdy neměl primitivní nenávistný rozměr, v tuto dobu zvažoval možnost dohody s představiteli německých liberálů (takzvaní staroněmci z Ústavní strany). Pro špatné osobní vztahy sice jeho partnerem na německé straně nemohl být Eduard Herbst, ale jednání s ním zahájil Adolf Fischhof, liberální politik z alpských zemí. Výsledkem rozhovorů bylo takzvané Emmersdorfské memorandum. Nastínila se v nich možná spolupráce německorakouských a českých liberálů a splnění některých českých autonomistických požadavků. Zamýšlená koalice nakonec nebyla uzavřena. Na početní sílu potenciální česko-německé liberální aliance se s podezřením díval císař a nepodařilo se ji dotáhnout do finální podoby. V téže době o potenciál českých hlasů projevil zájem i Eduard Taaffe, tedy naopak představitel konzervativního německorakouského tábora. Ještě v květnu Český klub (střechová organizace českých poslanců zemského sněmu) odhlasoval, že na Říšskou radu není stále důvod ke vstupu a pro opačný názor z klubu odešli Eduard Grégr a Karel Klaudy. Jenže pak se Taaffemu podařilo na svou stranu získat českou historickou šlechtu včetně Clam-Martinice. Ve volbách do Říšské rady roku 1879 se pak podařilo výrazně oslabit pozice německorakouských centralistických liberálů a k moci nastoupila Vláda Eduarda Taaffeho. V září dostali emisaři českých liberálních politiků včetně Riegra pozvání na jednání do Vídně a dohodli se na vládní spolupráci. Pasivní rezistence skončila.
Obrat české politiky v roce 1879 směrem k aktivnímu podílu na práci parlamentu znamenal i Riegrův faktický návrat do Říšské rady. Byl do ní zvolen ve volbách roku 1879 za městskou kurii v obvodu Praha-Nové Město. Na Říšské radě vznikl Český klub zahrnující staročechy, mladočechy, českou šlechtu a české poslance z Moravy. Předsedou klubu se stal Rieger. S 54 poslanci šlo o jednu z nejsilnějších sněmovních frakcí. Moravský předák Alois Pražák se stal ministrem v Taaffeho vládě (což ovšem Rieger přijal s jistou hořkostí a historik Otto Urban uvádí, že Riegrův dopis chyběl mezi velkým množství gratulací, přičemž Rieger stěží potlačoval osobní zklamání). Ve velkém projevu ve sněmovně se Rieger přihlásil k aktivní, nerevoluční politice. V soukromí mluvil jasně o tom, že „musíme si jako Poláci zvyknouti politice oportunitářské.“ Během následujících let česká strana coby součást konzervativní koalice (Železný kruh pravice) skutečně docílila některých konkrétních úspěchů. Šlo o takzvaná Stremayrova jazyková nařízení, která zaváděla ve vnějším úředním styku češtinu jako plnohodnotný úřední jazyk. V roce 1882 se podařilo prosadit rozdělení pražské univerzity na dvě jazykové části, čímž byla dotvořena českojazyčná vzdělávací soustava. Zemské volby v Čechách 1883 pak na zemském sněmu po deseti letech daly sněmu českou federalistickou většinu. Rieger se opětovně snažil docílit změny volebního systému, ale českoněmecká a centralistická blokační menšina to neumožnila. Rieger zároveň musel po celá 80. léta 19. století odrážet kritiku od mladočechů na malé výsledky provládní politiky. S mladočeskými odsudky se například setkaly jeho názory na němčinu, když na stížnosti českých studentů práv na nutnost skládat zkoušku v němčině prohlásil „dovozuji toho potřebu, aby každý vzdělanec náš byl dokonale mocen jazyka německého.“ Eduard Grégr Riegra otevřeně kritizoval. Problémy také působil fakt, že Rieger obhajoval vládní spolupráci Čechů i v otázkách, které byly českému liberálnímu voličstvu cizí. Češi na Říšské radě tak například pomohli schválit revizi školského zákona, jež oslabovala liberální pojetí výuky a vracela vliv církvi.
Mandát obhájil ve volbách roku 1885 opět za stejný volební okrsek jako v roce 1879. V následujících letech ale jeho vliv a vliv staročeské strany jako takové upadal. Mladočeši se úspěšně profilovali na některých citlivých tématech a byli daleko méně vázáni loajalitou k Taaffeho vládě. Kritizovali například Gautschovy ordonance z roku 1887, tedy reformu rozmístění středních škol, která neměla apriori protičeský motiv, ale fakticky mohla poškodit úroveň školství v některých českých regionech. V této době Národní listy v rámci politického boje otiskly Riegrův údajný výrok o tom, že „Když se nám nepodařilo vymoci svá práva jedním rázem, pasivním odporem, musíme je nyní sbírati po drobtech, a kdybychom ty drobty sbírati měli pod stolem.“ Takzvaná Drobečková aféra už byla ze strany mladočechů cíleně mířena proti Riegrovi a zpochybňovala jeho autoritu. Skupina mladočechů opustila Český klub na Říšské radě a začala praktikovat samostatnou politiku. Rieger sám cítil ztrátu vlivu. V listopadu 1887 požádal o audienci u císaře a žádal ho o větší ústupky Čechům tak, aby mladočeši nemohli stupňovat svou agitaci. Císař ovšem věc označil za vnitřní záležitost české politiky. Postup staročeského riegrovského vedení také ukazoval, že se nechtěli zcela zříci podpory „realistů“, o nichž se vědělo, že stoupá jejich vliv na studenty a českou inteligenci. Ke schůzce Riegra s Masarykem došlo 21. ledna 1889; byla pouze informativní, avšak Rieger připustil, že by někteří „Masarykovi realisté“ mohli za staročechy kandidovat ve volbách, nabádal však Masaryka, aby nevytvářel třetí stranu. Zemské volby v Čechách 1889 sice staročeši ještě vyhráli, ale výrazně posílila mladočeská strana.

### Punktace a ústup ze scény

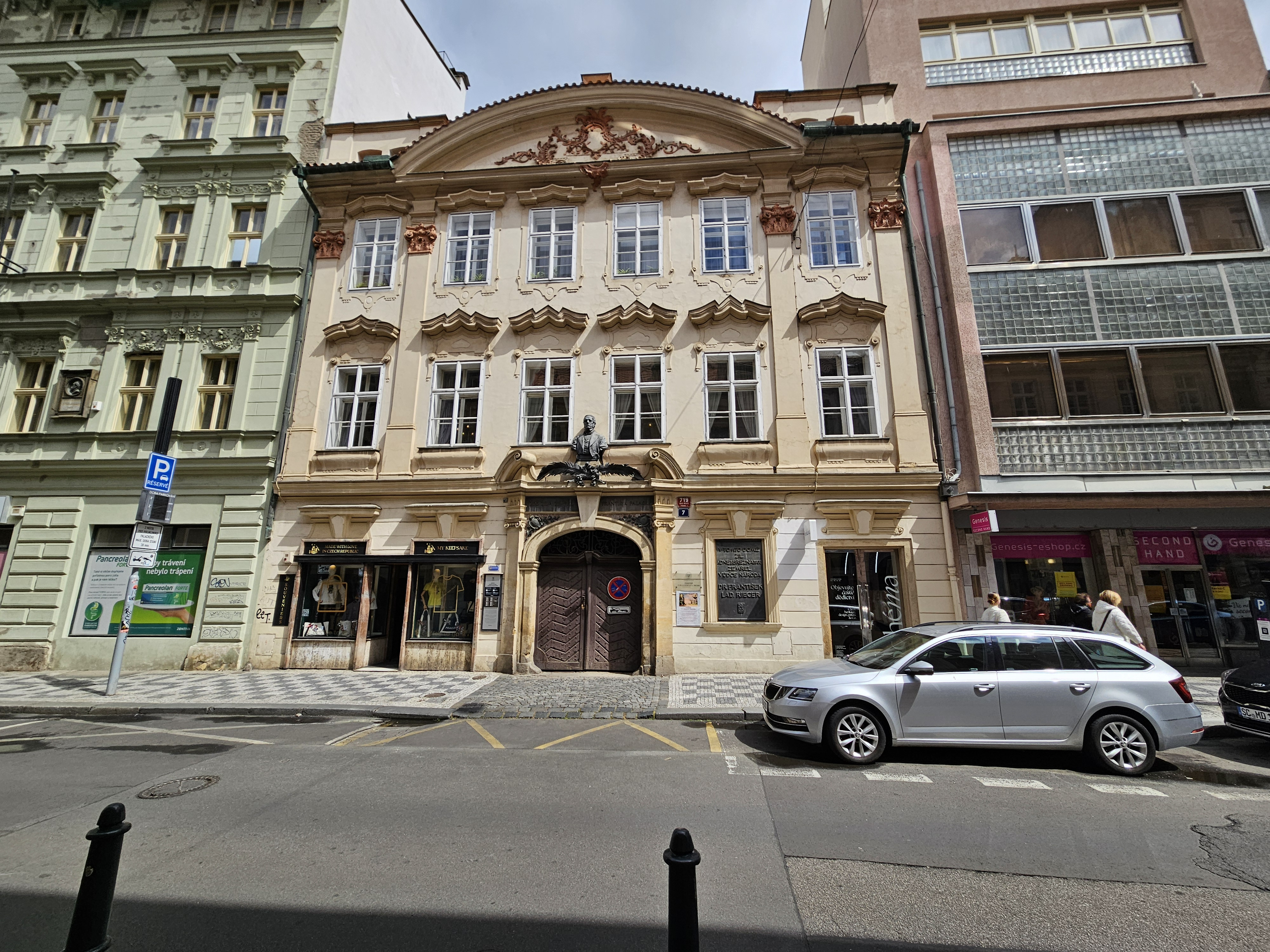
MacNevenův palác na Novém Městě pražském, poslední Riegerovo působiště, zde také zemřel.

V roce 1890 Rieger patřil mezi hlavní stoupence takzvaných punktací, tedy česko-německých usmiřovacích rozhovorů. Upřímně věřil v jejich prospěšnost. Jenže punktační jednání nakonec zkrachovala, respektive jejich podoba a postup zavádění vyvolal ostrou mladočeskou opozici, zatímco čeští Němci je ostentativně oslavovali jako svůj úspěch. Rieger naléhal na Pražáka, ať u Taaffeho intervenuje ohledně jistých výrazných ústupků tak, aby mohl odrazit mladočeský nápor. Zmiňoval možnost alespoň částečného zavedení češtiny coby i vnitřního úředního jazyka. Pražák tlumočil vzkaz Taaffemu, který ale kontroval tím, že staročeši si musí sami vyřešit své problémy a vnitřní české úřadování jim nepomůže. Mladočeši razili heslo Pryč s punktátory. Poslanec Jan Vašatý dokonce na zemském sněmu na Riegra zaútočil se slovy „bídný zrádče“. Rieger musel čelit otevřeným polemikám od Eduarda Grégra a dalších českých liberálů na Říšské radě i zemském sněmu. Ze staročeského klubu začaly odcházet některé významné politické osobnosti.
V této situaci nastoupila staročeská strana do voleb do Říšské rady roku 1891. Zaznamenala drtivou porážku, když získala jen jeden mandát. Samotného předsedu strany Riegra porazil v jeho volebním obvodě mladočech Alois Pravoslav Trojan (mimochodem, o čtyři roky starší než Rieger). Rieger odjel na soukromou cestu do Říma a fakticky vyklidil českou aktivní politickou scénu. Riegrovu pozici v české politice nikdo naplno nezaujal a následné mladočeské období již nemělo takto autoritativní osobu.

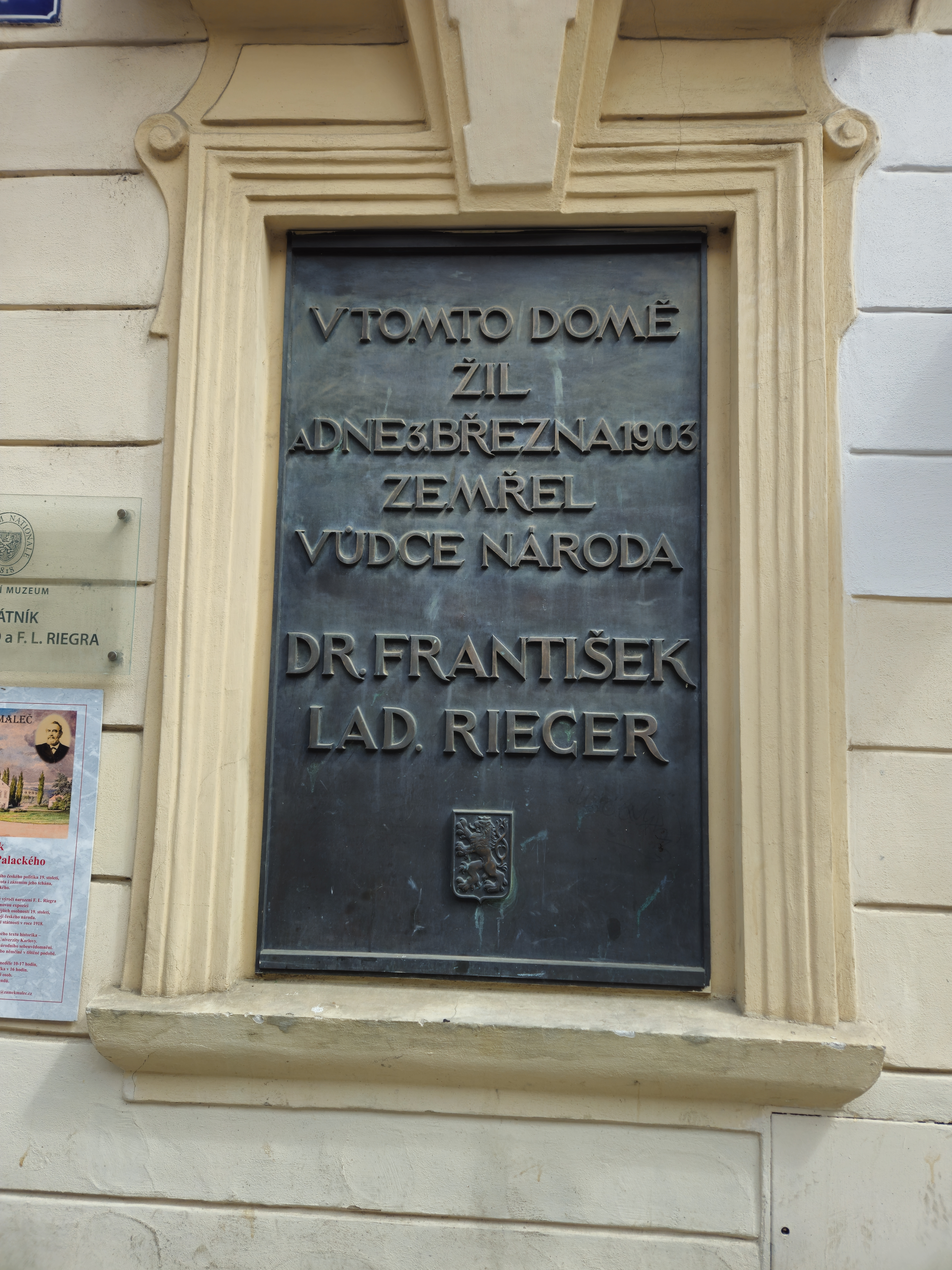
Pamětní deska na MacNevenově paláci v Praze

I v následujících letech do politiky nicméně promlouval coby stále respektovaný předseda zmenšené staročeské platformy (reálnou staročeskou politiku ale už prováděli jiní, zejména Albín Bráf). Odmítal návrhy Taaffeho vlády z roku 1893 na volební reformu a zavedení všeobecného volebního práva. Historik Otto Urban upozorňuje, že Tomáš Masaryk se ve svém spise Česká otázka z roku 1895 o Riegrovi ani jednou nezmínil a staročeskou stranu označil za reakční negaci původního Palackého programu (později ale Masaryk napsal, že „před čím se všichni skláněli, byla láska a věrnost Riegrova jeho politickým ideálům, neúmornost jeho práce, jeho osobní poctivost a nezištnost.“). Pozice staročechů byla nyní natolik slabá, že mladočeši odmítli staročeský návrh podaný výkonným výborem v čele s Riegrem na utvoření společné kandidátní listiny do voleb do Říšské rady roku 1897. V roce 1897 byl Rieger jmenován členem Panské sněmovny a povýšen na svobodného pána (barona). V Panské sněmovně se příležitostně vyjadřoval k aktuálním ústavním otázkám státu.
Oslav jeho 80. narozenin v roce 1898 se zúčastnila široká škála českých veřejných činitelů, včetně bývalých politických odpůrců. Zemřel v Praze dne 3. března 1903. Den po jeho smrti mu Národní listy věnovaly obsáhlý, několikastránkový materiál a v úvodníku o něm napsaly: „V okamžicích, jako jest nynější, bezděčně ustupují stranou a do pozadí vzpomínky na potyčky a zápasy různících se politických názorů.“
Pohřeb se konal v sobotu 7. března 1903, církevní obřady vykonali kardinál Lev Skrbenský a probošt vyšehradské kapituly Karlach. Pochován byl na Vyšehradském hřbitově.

### Rodina a osobní život

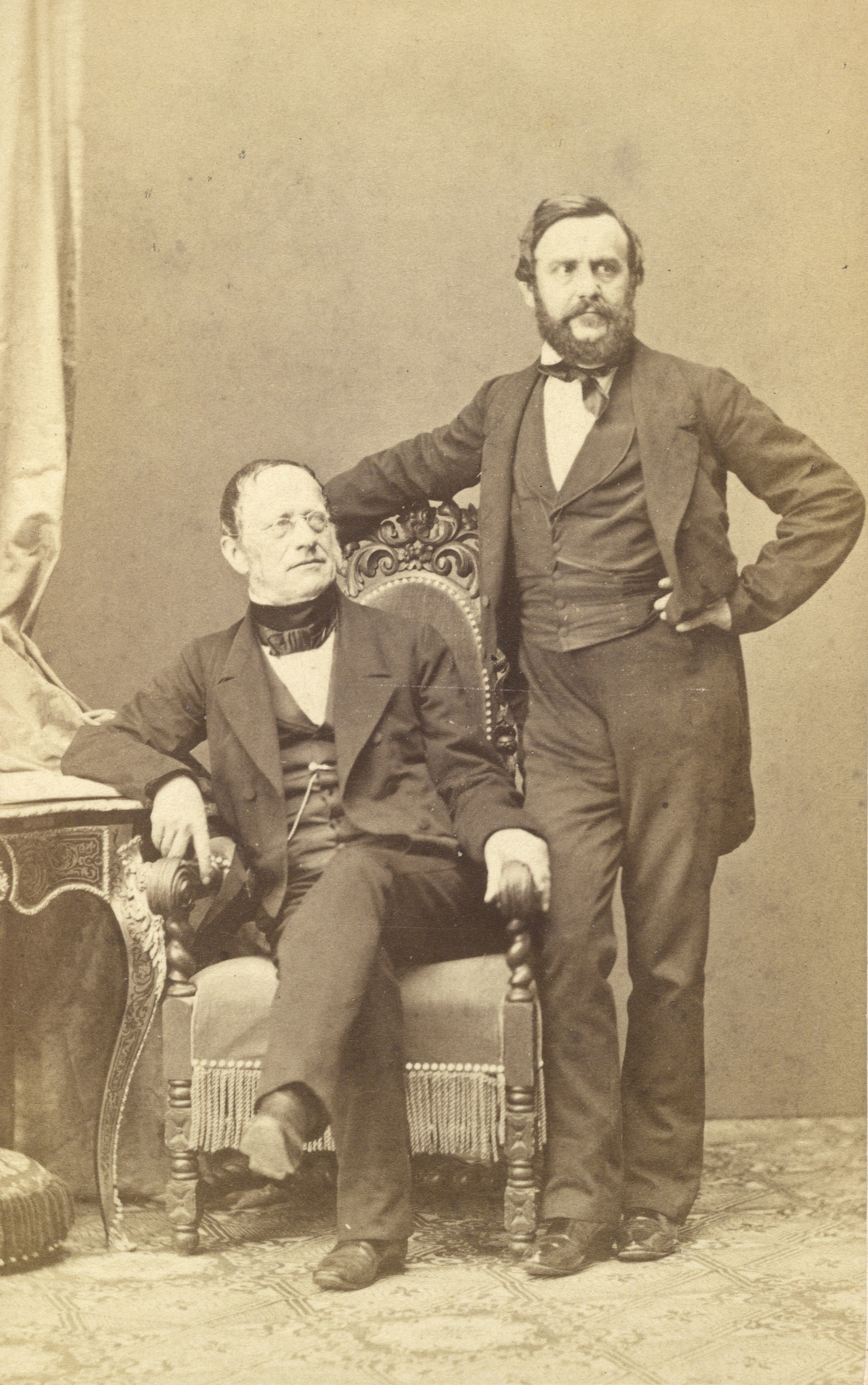
František Palacký a František Ladislav Rieger

V roce 1853 se oženil s dcerou Františka Palackého Marií. Měli spolu tři děti: Marie Červinková-Riegrová (1854–1895, spisovatelka a libretistka), Bohuslav Rieger (1857–1907, právník a historik) a Libuše Bráfová (1860–1930, provdala se za Albína Bráfa, pracovala v ženském hnutí, byla sběratelkou památek lidového umění a uchovavatelkou rodinné tradice Palackých, před smrtí v roce 1930 stihla uspořádat hmotné památky a interiéry bytu Palackých do historické podoby a otevřít v něm první památník).

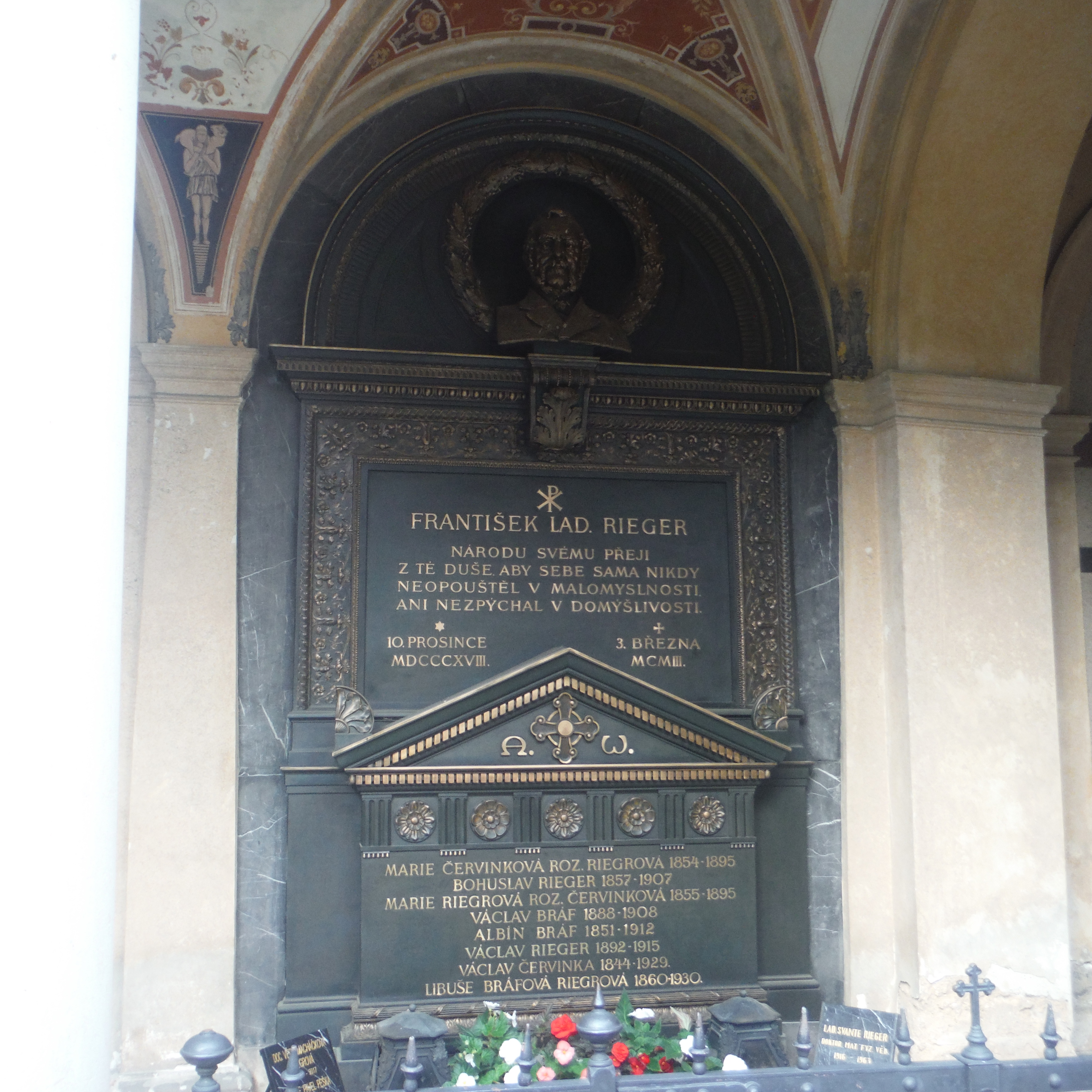
Hrobka na Vyšehradském hřbitově

Rieger byl po celou dobu své politické kariéry po roce 1861 orientován na spolupráci se státoprávní českou šlechtou. Sám dosáhl roku 1897 povýšení do šlechtického stavu a působil jako velkostatkář, byť původně byl měšťanského původu a jeho majetek se nemohl rovnat největším šlechtickým latifundiím v Čechách. Aktivně se věnoval správě svého velkostatku v obci Maleč (nedaleko Chotěboře na úpatí Železných hor), jejž zakoupil v roce 1862. Zámek Maleč byl v roce 1994 jeho potomky restituován.